# Conflit de Batken
Le conflit de Batken (kirghize : Баткен окуясы ; romanisé (en) :  Batken okuyasy ; russe : Баткенские события) est une période d'affrontements armés entre les militants du mouvement islamique d'Ouzbékistan (MIO) et les forces armées du Kirghizistan, avec un soutien à ces dernières par les forces terrestres d'Ouzbékistan. Il a été provoqué par des incursions de militants du MIO sur les territoires ouzbeks et kirghizes depuis le Tadjikistan et était en partie centrée sur la démarcation unilatérale de la frontière entre le Kirghizistan et l'Ouzbékistan par l'Ouzbékistan.

## Contexte
En février 1999, la capitale ouzbèke Tachkent a connu une série d'explosions dans le cadre d'un attentat contre le président Islam Karimov, qui en a ensuite imputé la responsabilité aux militants radicaux du mouvement islamique wahhabite d'Ouzbékistan. Selon les militants, leur objectif était de faciliter le renversement du gouvernement ouzbek et du président Karimov, après quoi suivrait l'établissement d'un État pleinement islamique en Ouzbékistan.

## Déroulement
Au cours de l'été 1999, les rebelles du MIO ont envahi la région de Batken au Kirghizistan (une région à majorité ethnique ouzbèke). Il s'agissait de la première opération vérifiable du MIO depuis sa création un an auparavant. Plus précisément, la ville de Barak, au Kirghizistan, était occupée par des forces militantes, la zone environnante étant contrôlée et bloquée par les forces ouzbèkes. Lors de l'intrusion, les rebelles ont pris en otage plusieurs personnes, dont un géologue japonais, qui a finalement été libéré après que le gouvernement japonais a payé une rançon. Les rebelles ont exigé que le Kirghizistan leur fournisse un passage sûr pour entrer en Ouzbékistan. Le huitième jour du conflit, le maire d'Och Abdrakhman Mamataliev et trois agents de sécurité ont été capturés par des militants afin d'envoyer un message aux autorités de Bichkek. Ils sont restés en captivité pendant plus d'une semaine jusqu'à ce qu'ils soient libérés le 13 août à la suite de négociations approfondies et de l'extorsion d'une rançon, qui comprenait notamment un hélicoptère à destination de l'Afghanistan,.
Le 24 août, le ministre de la Défense Myrzakan Subanov (en) a été démis de ses fonctions après qu'Akaïev et son gouvernement aient constaté ce que son porte-parole a qualifié d'échec dans la "stabilisation de la situation". À peine quatre jours plus tard, Akaïev nomme le général de division Esen Topoev (en), originaire de Batken, au poste de ministre de la Défense. Le 1er septembre, le premier ministre russe Vladimir Poutine et le vice-Premier ministre kirghize Boris Silaïev (en) se sont rencontrés pour discuter de la fourniture officielle par la Russie d'une assistance technique à l'armée kirghize pour éliminer les militants. Le gouvernement a passé le mois suivant à concentrer ses opérations sur les militants du MIO dans les montagnes, utilisant des frappes aériennes et des bombardements d'artillerie pour faciliter leur progression. Le 25 septembre, la région de Batken était complètement débarrassée de ses militants, certains se retirant au Tadjikistan. Le gouvernement a ensuite arrêté à Bichkek plus de 70 civils soupçonnés d'avoir des liens avec les terroristes du MIO. Les gouvernements kirghize et ouzbek ont accepté de confiner les rebelles dans les montagnes pendant l'hiver, pour tenter de neutraliser les forces d'invasion.

## Conséquences
Après la conclusion du conflit, le gouvernement ouzbek a entamé le processus de scellement de sa frontière avec le Kirghizistan, en adoptant des mesures telles que la construction d'une clôture en fil de fer barbelé et la création d'une clôture de 2 mètres tout au long de 1999 et 2000. Le gouvernement ouzbek a également a fait allusion à une intervention militaire dans le pays, le ministre de la Défense Hikmatulla Tursunov (en) déclarant que les forces armées ouzbèkes étaient prêtes à lancer des attaques contre les sanctuaires rebelles "à proximité" et "ailleurs". Le conflit a été un facteur clé dans les débats politiques entre le gouvernement d'Amangeldi Muraliev et l'opposition, pour finalement s'incorporer aux élections parlementaires et présidentielles de cette année-là. La région de Batken a été créée en réponse aux activités du MIO. Le Kirghizistan a accusé l'Ouzbékistan d'utiliser le conflit pour s'emparer de vastes zones de terres agricoles prêtées à l'Ouzbékistan pendant la période soviétique pour un usage temporaire.
Le conflit a également eu un impact majeur sur la communauté internationale, qui a collectivement fait pression sur le Tadjikistan pour qu'il expulse le MIO du pays, en particulier de la vallée de Tavildara où il est basé. Le MIO a finalement abandonné la vallée fin 1999 après avoir été persuadé par le parti de la renaissance islamique du Tadjikistan (IRPT).